# Реформатская, Надежда Васильевна
Наде́жда Васи́льевна Реформа́тская (урождённая Вахмистрова; 25 декабря 1900 (7 января 1901), д. Арханка ныне Владимирской области — 1985) — советский литературовед, литературный критик, библиограф. Специалист по творчеству Владимира Маяковского. Заместитель директора Государственного музея В. В. Маяковского. Первая жена лингвиста Александра Реформатского.

## Биография
Надежда Вахмистрова родилась 25 декабря 1900 (7 января 1901) года в деревне Арханка ныне Владимирской области. Училась в Алфёровской гимназии. 
В 1923 году окончила факультет общественных наук Московского государственного университета имени М. В. Ломоносова.
Начала публиковаться в 1930 году. Основные работы посвящены творчеству Владимира Маяковского и советской поэзии.
Заместитель директора Государственного музея В. В. Маяковского.
В 1936 году опубликовала одну из первых библиографических работ о Маяковском (совместно с Л. Поляк). Та же работа была опубликована в полном собрании сочинений Маяковского в 1938 и 1949 годах.
Автор первого обзора рукописного наследия Маяковского, нескольких публикаций его неизвестных произведений и документов биографии (сборник «Владимир Маяковский» 1940 года и другие издания).
Участник изданий полных собраний сочинений Маяковского 1935—1938, 1939—1949 и 1955—1961 годов. Подготовила сборник «В. Маяковский в воспоминаниях современников» (1963).
После суда над Синявским и Даниэлем  вместе с другими писателями и деятелями культуры («письмо 63-х») ходатайствовала об их освобождении  («Литературная Газета», 19/11, 1966 г.).
Пользовалась псевдонимом Н. Ростовская.

### Семья
- Муж (разведены) — Александр Александрович Реформатский (1900—1978), советский лингвист.
- Дочь — Мария Александровна Реформатская (р. 1938), советский и российский искусствовед.
- Зять — Глеб Геннадьевич Поспелов (1930—2014), советский и российский искусствовед, историк искусства.
- Внуки:
  - Пётр Глебович Поспелов (1962—2023) — музыкальный критик, композитор.
  - Екатерина Глебовна Поспелова (р. 1967) — автор оперных либретто, театральный режиссёр «Новой оперы», эссеист, блогер.